# Tetragnatha luculenta
Tetragnatha luculenta este o specie de păianjeni din genul Tetragnatha, familia Tetragnathidae, descrisă de Simon, 1907.
Este endemică în Guinea-Bissau. Conform Catalogue of Life specia Tetragnatha luculenta nu are subspecii cunoscute.